# Лаванда
Лава́нда (лат. Lavandula) — род растений семейства яснотковых (Lamiaceae или Labiatae). Включает 47 видов. Произрастает на Канарских островах, в северной и восточной Африке, в Австралии, на юге Европы, в Аравии и в Индии. Культурные формы выращиваются в садах во всём мире.

## Биологическое описание
Род представлен травами, полукустарниками или кустарниками диаметром от 45 до 120 см, высотой от 45 до 120 см. Растения характеризуются насыщенным цветением голубого, фиолетового, розового или белого цвета: все зависит от сорта и вида лаванды. Культурных видов лаванды три, а сортов в мире более тридцати. Может выращиваться на черноземах, песчаных, малопродуктивных и каменистых почвах.
Листья супротивные, линейные или линейно-ланцетные, с завернутыми краями, опушенные. Цветки — двуполые, голубовато-фиолетовые или синие (гибридные — других цветов), собранные на концах побегов в колосовидные соцветия.
Плод — эллипсовидный темно-бурый орешек.

## Виды
Род включает 47 видов и несколько гибридов:
| - Lavandula angustifolia Mill. — Лаванда узколистная - Lavandula antineae Maire - Lavandula aristibracteata A.G.Mill. - Lavandula atriplicifolia Benth. - Lavandula bipinnata (Roth) Kuntze - Lavandula bramwellii Upson & S.Andrews - Lavandula buchii Webb & Berthel. — Лаванда Буха - Lavandula canariensis Mill. — Лаванда канарская - Lavandula citriodora A.G.Mill. - Lavandula coronopifolia Poir. - Lavandula dentata L. — Лаванда зубчатая - Lavandula dhofarensis A.G.Mill. - Lavandula erythraeae (Chiov.) Cufod. - Lavandula galgalloensis A.G.Mill. - Lavandula gibsonii J.Graham - Lavandula hasikensis A.G.Mill. - Lavandula lanata Boiss. — Лаванда шерстистая - Lavandula latifolia Medik. — Лаванда широколистная - Lavandula macra Baker - Lavandula mairei Humbert | - Lavandula maroccana Murb. - Lavandula minutolii Bolle - Lavandula multifida L. — Лаванда многонадрезная - Lavandula nimmoi Benth. - Lavandula pedunculata (Mill.) Cav. — Лаванда черешчатая - Lavandula pinnata L.f. — Лаванда перистая - Lavandula pubescens Decne. - Lavandula qishnensis Upson & S.Andrews - Lavandula rejdalii Upson & Jury - Lavandula rotundifolia Benth. - Lavandula saharica Upson & Jury - Lavandula samhanensis Upson & S.Andrews - Lavandula setifera T.Anderson - Lavandula somaliensis Chaytor — Лаванда сомалийская - Lavandula stoechas L. — Лаванда стэхадская - Lavandula sublepidota Rech.f. - Lavandula subnuda Benth. - Lavandula tenuisecta Coss. ex Ball - Lavandula viridis L'Her. |

Гибриды:
- Lavandula allardii
- Lavandula cadevallii Sennen
- Lavandula chaytorae
- Lavandula christiana
- Lavandula ginginsii
- Lavandula heterophylla
- Lavandula intermedia Emeric ex Loisel. — Лаванда гибридная, или Лаванда голландская

## Применение
Лаванда применяется в парфюмерной промышленности и медицине. Из цветков лаванды получают ценное лавандовое масло. Соцветия лаванды используют для заваривания чаев. Существует достаточно много рецептов чаев с применением лаванды. Также в Венгрии изготавливают мороженое из лаванды, собранной с полей в северной части озера Балатон.
В последнее время в кафе можно встретить лавандовый кофе.

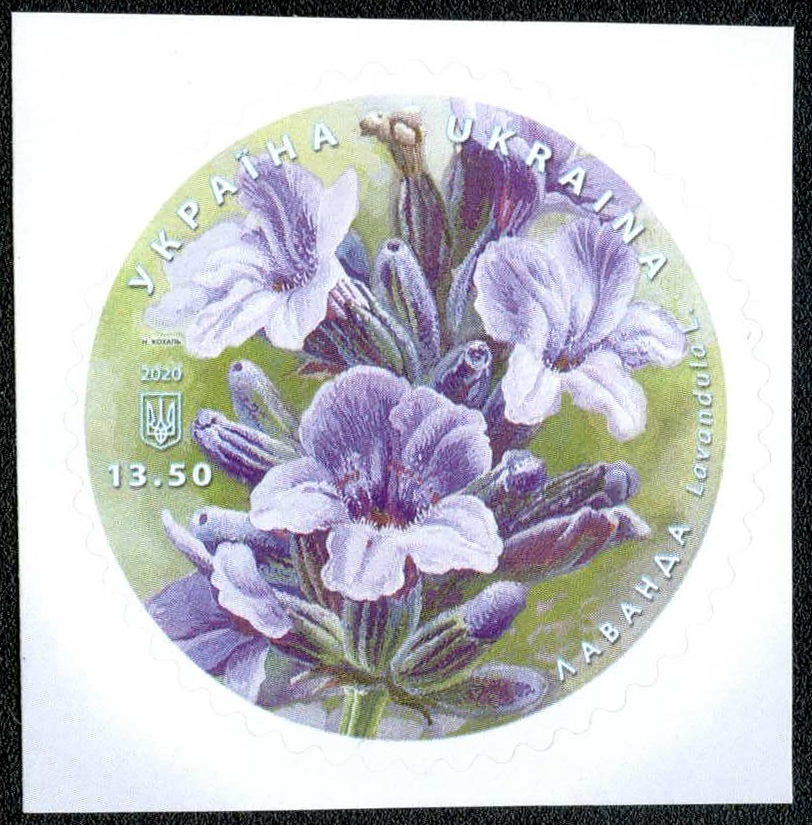
Почтовая марка Украины, 2020 год

## В культуре
Существует одноимённая песня, одна из знаменитейших из репертуара Софии Ротару. 

## Галерея

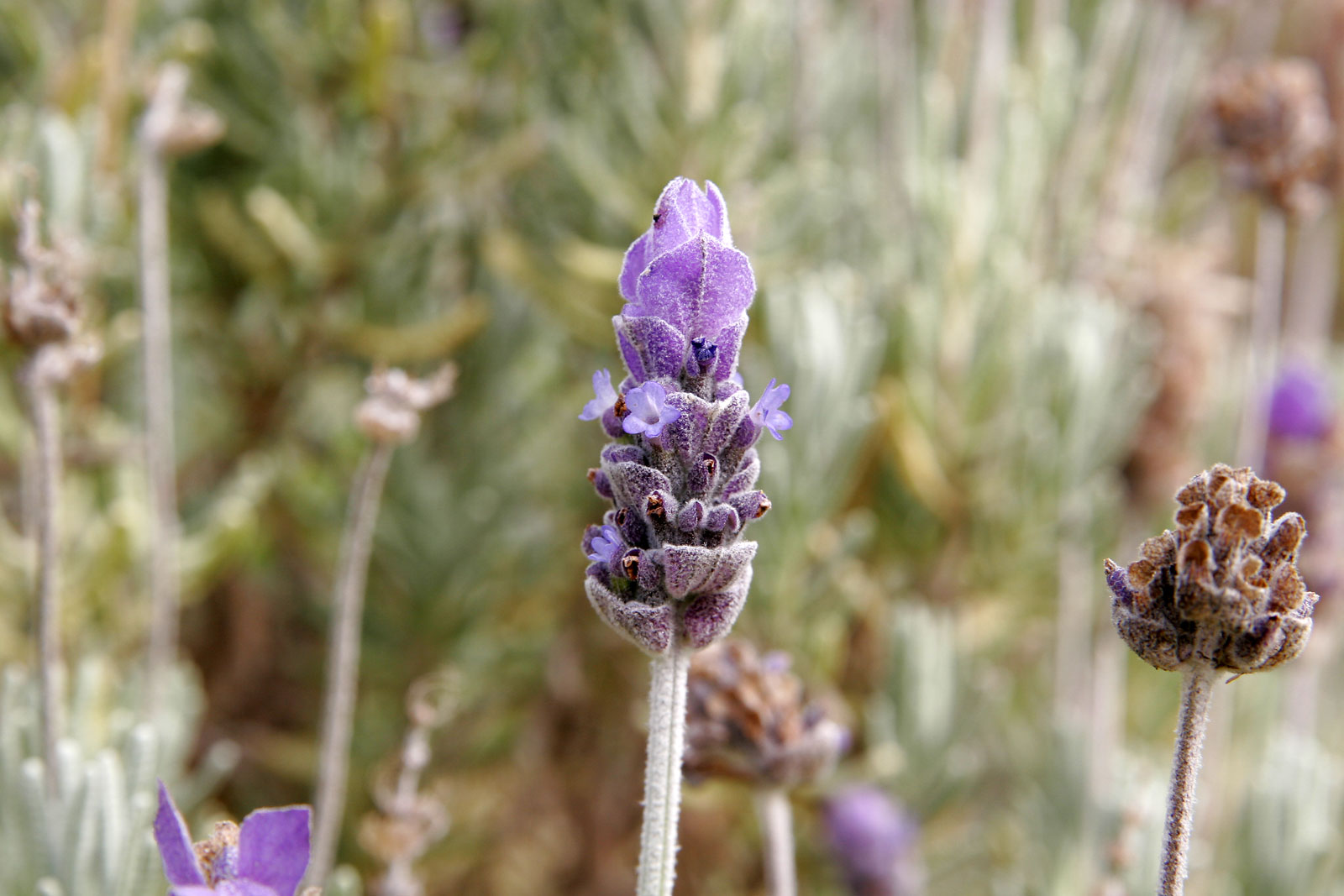
Цветок лаванды
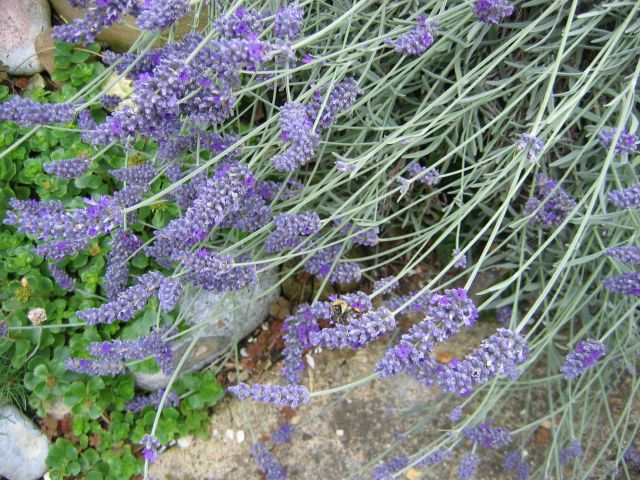
Цветки лаванды
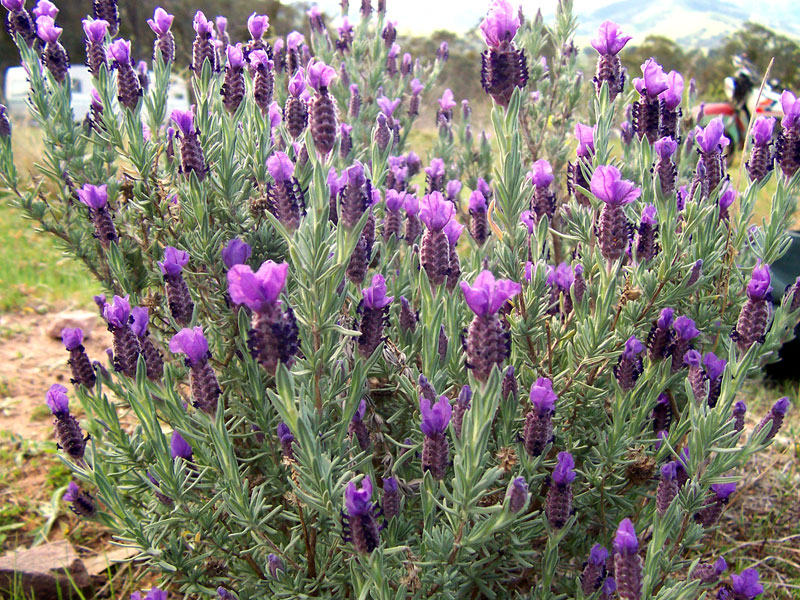
Цветки лаванды
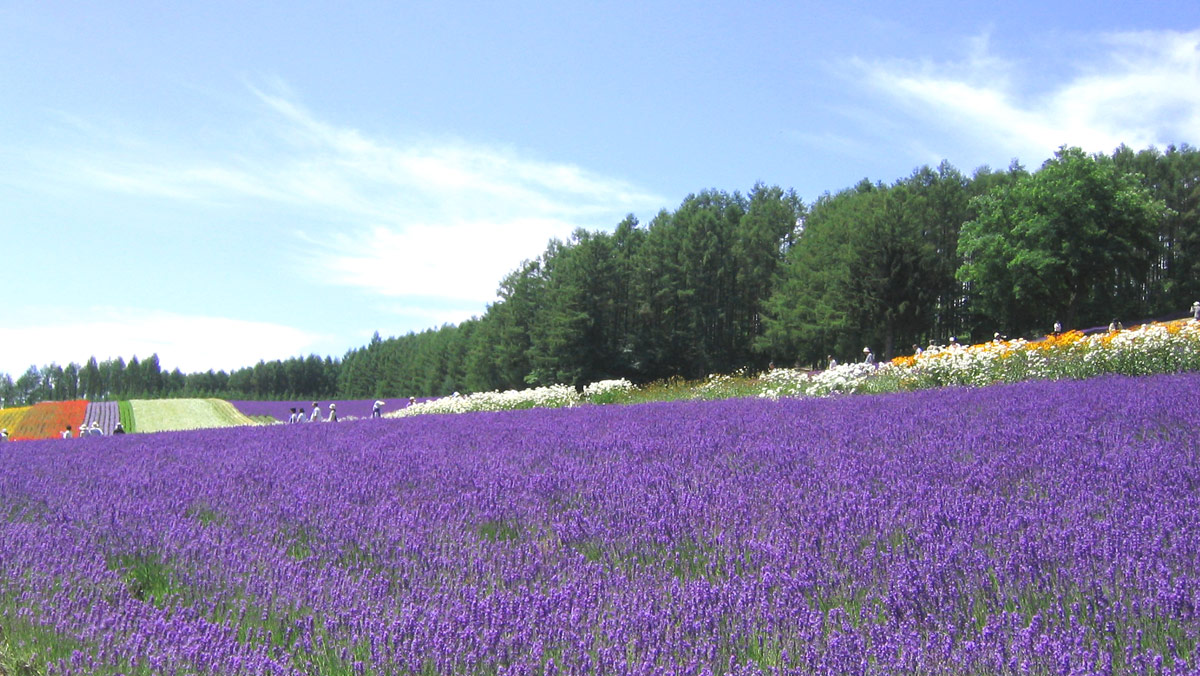
Поля лаванды на Хоккайдо
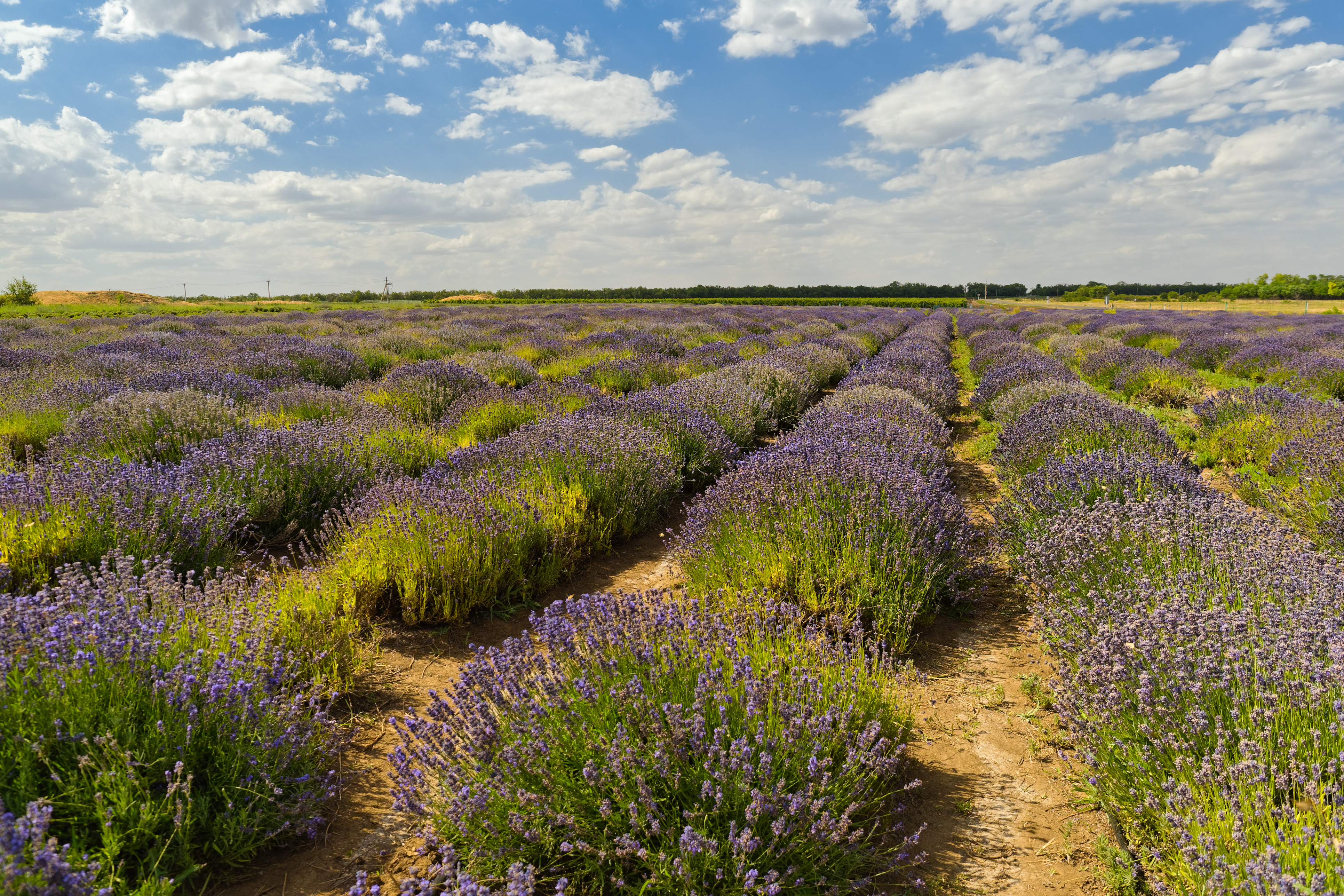
Лавандовое поле в хуторе Старозолотовский (Ростовская область)